# Clubul Atletic Oradea
Il Clubul Atletic Oradea è una società calcistica rumena con sede nella città di Oradea. Venne fondata nel 1910 con il nome di Nagyvarad Atletikai Club e fu un club ungherese fino al 1920, quando divenne rumeno dopo il Trattato del Trianon. Si sciolse il 1963, e venne rifondato nel 2017. Milita in Liga IV.

## Storia

### 1910 - 1942
Fondato nel 1910, il club partecipa per i primi anni a tornei in ambito locale. Tra il 1920 e il 1932 (anno della riforma del campionato) ha partecipato ai gironi regionali vincendoli nel 1924 e 1925 con la conseguente partecipazione alla fase nazionale dove, nel campionato 1923-1924, è arrivato alla finale persa 4-1 contro il Chinezul Timișoara, dominatrice del calcio rumeno di quell'epoca.
Nel 1931 disputa il primo match contro una squadra straniera, una sconfitta 4-2 col Ferencvárosi Torna Club. Fino al 1938 disputa la Divizia A, anno in cui viene retrocessa in Divizia B

### Gli anni del campionato ungherese
A seguito del Secondo arbitrato di Vienna la Transilvania viene annessa all'Ungheria. Il club cambia nome diventando Nagyváradi Atlétikai Club e disputa il campionato ungherese. Nella stagione 1940-1941 la federazione ungherese organizza un girone transilvano della Nemzeti Bajnokság II che determina una squadra promossa nel massimo campionato. Vincerà il girone il Kolozsvár AC, mentre il club di Oradea non partecipa in quanto promosso d'ufficio.
Nel 1942-1943 termina al secondo posto e l'anno successivo vince lo scudetto con 13 punti di vantaggio.

### 1945 - 1963
Dopo la fine della guerra la squadra ritorna a disputare il campionato rumeno con il nome Libertatea Oradea e dal 1948 come Întreprinderea Comunala Oradea. Vince l'unico campionato rumeno del suo palmarès l'anno successivo. Seguono campionati di prima divisione di buon livello (dal 1951 col nome Progresul) fino al 1954, anno in cui retrocede in Divizia B. Risale nella massima divisione l'anno successivo e contemporaneamente arriva alla finale di Coppa di Romania persa 6-3 contro lo Steaua Bucarest. Successo rimandato all'anno successivo battendo in finale 2-0 l'Energia Câmpia Turzii. Retrocede nuovamente alla fine della stagione 1957-1958, un campionato terminato all'ultimo posto con una sola vittoria all'attivo (cambiando di nuovo nome, ora CS Oradea fino al 1961 quando diviene Crişana) e rimane nella seconda serie fino al 1962. La stagione successiva disputa il suo ultimo campionato nella massima divisione, al termine del quale viene retrocesso e si scioglie.

## Nomi ufficiali della squadra
Nel corso della sua esistenza il club ha avuto i seguenti nomi ufficiali:
- 1940 - Nagyváradi Atlétikai Club (NAC)
- 1945 - Libertatea Oradea
- 1948 - Întreprinderea Comunala Oradea (ICO)
- 1951 - Progresul Oradea
- 1958 - CS Oradea
- 1961 - Crișana Oradea

## Palmarès

### Competizioni nazionali
- Campionato rumeno: 1

1948-1949
- Coppa di Romania: 1

1956
- Campionato ungherese: 1

1943-1944

### Altri piazzamenti
- Campionato rumeno:

Secondo posto: 1923-1924, 1932-1933 (gruppo 2), 1934-1935
Terzo posto: 1933-1934 (gruppo 2), 1951
- Campionato ungherese:

Secondo posto: 1942-1943
- Coppa di Romania:

Finalista: 1955
Semifinalista: 1948-1949, 1950, 1952, 1957-1958